# Kolovrat, ČM
KOLOVRAT, ČM spol. s r.o. je česká firma vyrábějící potahové a dekorativní látky s žakárovými vzory. Sídlí v jihočeském Chýnově.
Firmu založil jaderný fyzik Vladimír Vancl v roce 1992, když koupil chýnovský závod firmy Dekora, která byla privatizována. Cena byla 60 milionů. Samotný závod vznikl po druhé světové válce jako součást národního podniku Plyšan. Ten byl v roce 1969 začleněn do národního podniku Bytex a ten se později, v roce 1990, transformoval do státního podniku Dekora. V 90. letech měla firma zpočátku 100 zaměstnanců a orientovala se převážně na domácí trh. Brzy ovšem přišel tlak levného textilu z Číny a to firmu donutilo ke změnám. Přeorientovala se na zakázkovou výrobu textilií, hlavně historizujících. Ruční práci u jednoduchých strojů nahradily moderní stroje z Německa.
Dnes firma Kolovrat vytváří kopie původních potahů nábytku, obkladů stěn, textilních tapet, ale i potahů do aut. Vyrábí také kopie historických textilií, které využívají hlavně restaurátoři, a dále produkuje luxusní moderní vzory zejména pro movitější klientelu.
K dispozici má téměř 2 000 vlastních vzorů. Většinu zboží prodá Kolovrat na českém trhu, 30 % je určeno pro vývoz. Pokud jde o materiály používané k výrobě, je to hlavně bavlna, syntetické hedvábí a polyester. Ty firma nakupuje již obarvené v zahraničí nebo si je nechává barvit na zakázku.
Roční obrat firmy se stabilně pohybuje mezi 15 a 20 miliony korun.
Název firmy odkazuje na kolovrat, domácí nástroj na spřádání textilních vláken, a zároveň na šlechtický rod Kolowratů.